# 名古屋ブルーノート
名古屋ブルーノート（なごやブルーノート）は、名古屋市中区錦三丁目に所在したジャズ・クラブ。

## 概要
2002年（平成14年）11月、アメリカニューヨークに所在するジャズ・クラブブルーノートの支店として開業。日本では4店舗目であった。
2020年（令和2年）8月15日をもって先の見通しが立たないとして廃業。2月下旬から新型コロナウイルス感染症流行の影響によりライブ中止が相次ぎ、同年7月には無期限休業を発表していた。運営会社の株式会社ミュージックベンチャーズはしばらく存続し、メンバーズクラブの年会費払い戻しや未使用の商品券などの返金業務などの対応を行ったうえで、2020年12月1日をもって親会社の株式会社アセットマネジメント（現ダイテックホールディング）に吸収合併されている。
名古屋ブルーノートの終焉に際しては、毎年12月に公演するのが恒例となっていたという世良公則や毎年ライブを行っており、7月にもライブが予定されていた森口博子らがSNS上でコメントを寄せている。

## 公演を行ったことのある主な人物
- 朝崎郁恵
- 上間綾乃
- 島谷ひとみ
- 上北健
- アーマッド・ジャマル
- ヘレン・メリル
- 大江千里
- 渡辺貞夫